# Barbara Liskov
Barbara Liskov, nascida Barbara Jane Huberman (Los Angeles, 7 de novembro de 1939[2]), é uma cientista da computação estadunidense conhecida por criar o Princípio da Substituição de Liskov, por ser a primeira mulher a obter um PhD em Ciência da Computação nos Estados Unidos e por inventar o Tipo Abstrato de Dado (TAD).

## História
Barbara Liskov nascida em Los Angeles no dia 7 de Novembro de 1939, cresceu em San Francisco filha de Jane e Moses Huberman. Não ingressou diretamente na universidade, trabalhando antes alguns anos. Devido ao fato de não encontrar trabalho como matemática, ela obteve um emprego como programadora, o que a direcionou para o campo da ciência da computação.
Chegou a se inscrever no programa de Pós-Graduação da Universidade de Princeton, mas foi rejeitada pois a instituição não admitia mulheres na época.

## Carreira
É atualmente professora no Departamento de Engenharia Elétrica e Ciência da Computação no MIT. Obteve seu bacharelado em matemática na Universidade da Califórnia, Berkeley, em 1961. Em 1968 na Universidade de Stanford tornou-se a primeira mulher dos Estados Unidos a obter o grau de doutorado (PhD) em um departamento de informática. O tema de sua tese de doutorado foi um programa de computador para jogar finais de jogos de xadrez.
Liskov liderou muitos projetos significativos, incluindo o sistema operacional Vénus, um sistema interativo pequeno, de baixo custo e compartilhado. Concebeu e implementou a linguagem CLU,[6] entre outras.
É autora de mais de 140 artigos científicos.[8]
Liskov é membro da Academia Nacional de Engenharia (NAE), da Academia Nacional de Ciências, parceira da Academia Americana de Artes e Ciência e da associação de Maquinário para Computação (ACM).
Em 2002, ela foi reconhecida como uma das maiores professoras pelo MIT e integrante dos 50 maiores professores de ciência dos Estados Unidos.
Em 2004, Bárbara ganhou a Medalha John Neumann de “Contribuições Fundamentais para Linguagem de Programação, Metodologia de Programação e Computação Distribuída”.
Barbara recebeu em 2008 o Prêmio Turing da ACM por seu trabalho na concepção de linguagens de programação e de metodologia de software que levaram ao desenvolvimento da programação orientada para objetos.
É autora de mais de 140 artigos científicos.

## Prêmios e condecorações

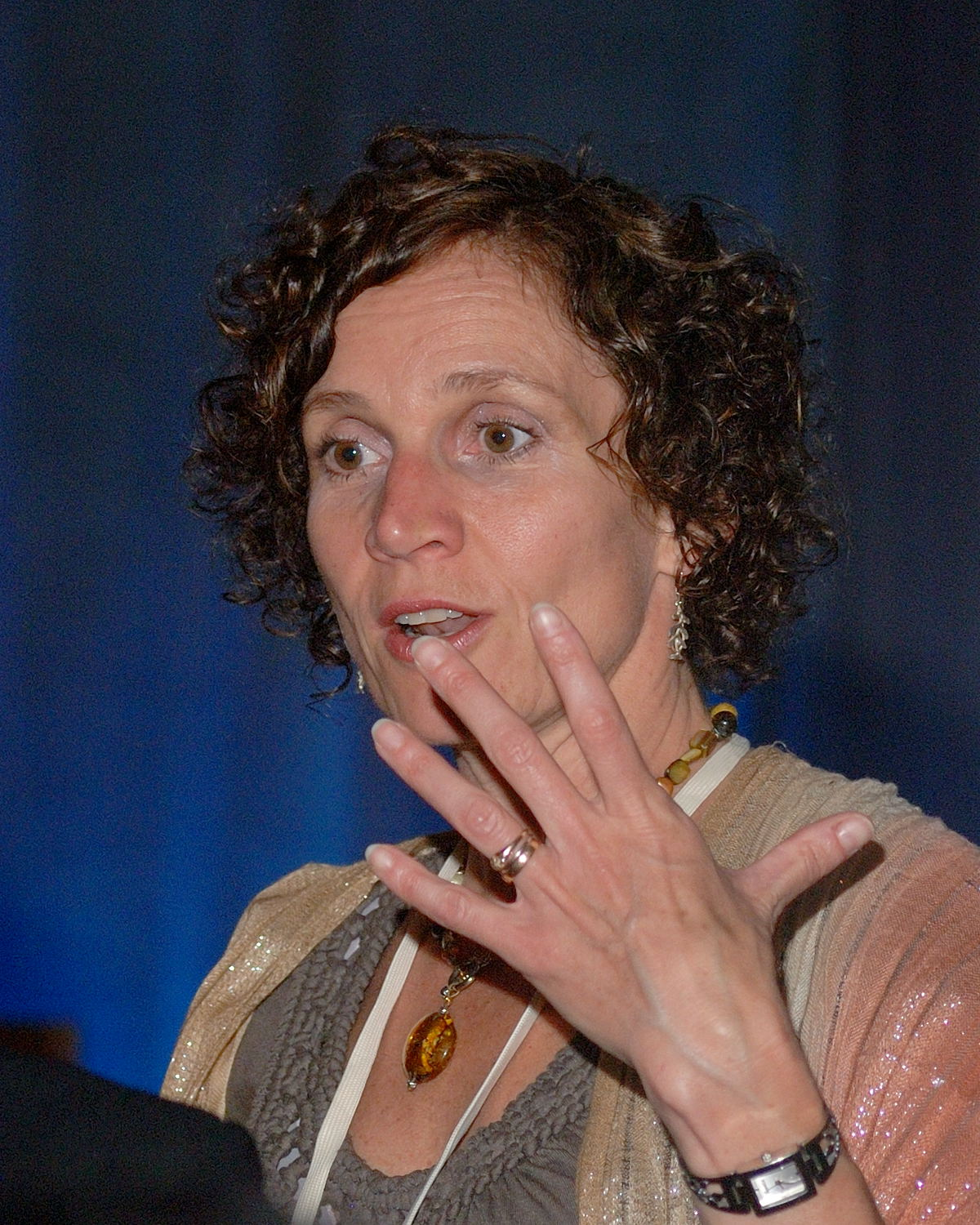
Barbara Liskov na Celebração do Centenário ACM Turing

- 1996 - Considerada uma das 100 maiores mulheres na área de Computação pela Open Computing Magazine.
- 2002 - Uma das maiores professoras do MIT.[8]
- 2002 - Uma dos 50 maiores docentes de Ciência dos Estados Unidos pela Discover Magazine.[8]
- 2004 - Medalha John Neumann de “Contribuições Fundamentais para Linguagem de Programação, Metodologia de Programação e Computação Distribuída”.
- 2005 - Honoris causa pela ETH Zurich IEEE.
- 2007 - ACM SIGSOFT Impact Paper Award for “Abstraction Mechanisms in CLU”.
- 2007 - ACM SIGPLAN Programming Languages Lifetime Achievement Award.
- 2008 - Prêmio Turing da ACM.
- 2012 - Incluída no National Inventors Hall of Fame (Hall da Fama de Inventores dos Estados Unidos).
- 2015 - Prêmio Weizmann de Mulheres na Ciência

## Publicações
- Abstraction, Specification and Object-Oriented. (1986)
- Distributed Systems: Methods and Tools for Specification. An Advanced Course.(1985)
- CLU Reference Manual (1979)
- Program development in Java: Abstraction, Specification and Object-Oriented. (2001)